# إثبات حقوق الإنسان
إثبات حقوق الإنسان ، في رسالة موجهة إلى المُشّرف الحق إدموند بيرك؛ بسبب تأملاته حول الثورة في فرنسا (1790) هو كتاب سياسي، كتبته ماري وولستونكرافت ، المرأة البريطانية الليبرالية، التي عاشت في القرن الثامن عشر، والتي كانت تهاجم الأستقراطية وتدعو إلى الجمهورية. كان رد وولستونكرافت أول رد في حرب الكتيبات التي أثارها نشر إدموند بيرك تأملاته عن الثورة في فرنسا (1790) دفاعاً عن الملكية الدستورية والأرستقراطية وكنيسة إنجلترا.
هاجمت وولستونكرافت ليس فقط الامتياز الوراثي ولكن أيضاً الفصاحة التي أستخدمها بيرك للدفاع عنه. استنكرَ معظم منتقدي بيرك ما أعتبروه شفقة مسرحية لماري أنطونيت، لكن وولستونكرافت كانت فريدة من نوعها في حبها للغة بيرك اجتماعية النوع. من خلال قولها الرفيع والجميل، المصطلحات التي وضعها لأول مرة بيرك نفسه في التحقيق الفلسفي في أصل أفكارنا من سامية و جميلة (1756)، احتفظت بخطابه وحجة له. في نقدها النسائي الأول بلا خجل، والذي تصفة العالمة كلوديا جونسون بأنها غير مسبوقة في الجدل، تشير وولستونكرافت تبرير بيرك لمجتمع متساوٍ يقوم على سلبية المرأة.
في حججها لقوة الجمهورية تستحضر وولستونكرافت روح الطبقة المتوسطة الناشئة في معارضة ما تعاتبره قانون الأخلاق الأرستقراطية. وقد سخرت من بيرك – مدفوعة باعتقاد التنوير في التقدم – للاعتماد على التقاليد والأعراف.
وتصف وولستونكرافت حياة ريفية مثالية تمتلك فيها كل أسرة مزرعة كافية لاحتياجاتها. تتناقض وولستون كرافت مع صورتها الطوباوية عن المجتمع، التي ترسمها بما تزعم أنه شعور حقيقي، مع لوحات بورك المسرحية الكاذبة.
```
كانت حقوق الإنسان ناجحة: تمت مراجعة الكتيب من قبل كل دورية رئيسية في اليوم، وتم نشر الطبعة الأولى بشكل مجهول، وبيعت في غضون ثلاثة أسابيع. ومع ذلك، عند نشر الطبعة الثانية (أول من حمل اسم وولستونكرافت على صفحة العنوان)، بدأت المراجعات في تقييم النص ليس فقط ككتيب سياسي ولكن أيضًا كعمل كاتبة امرأة.
```

```

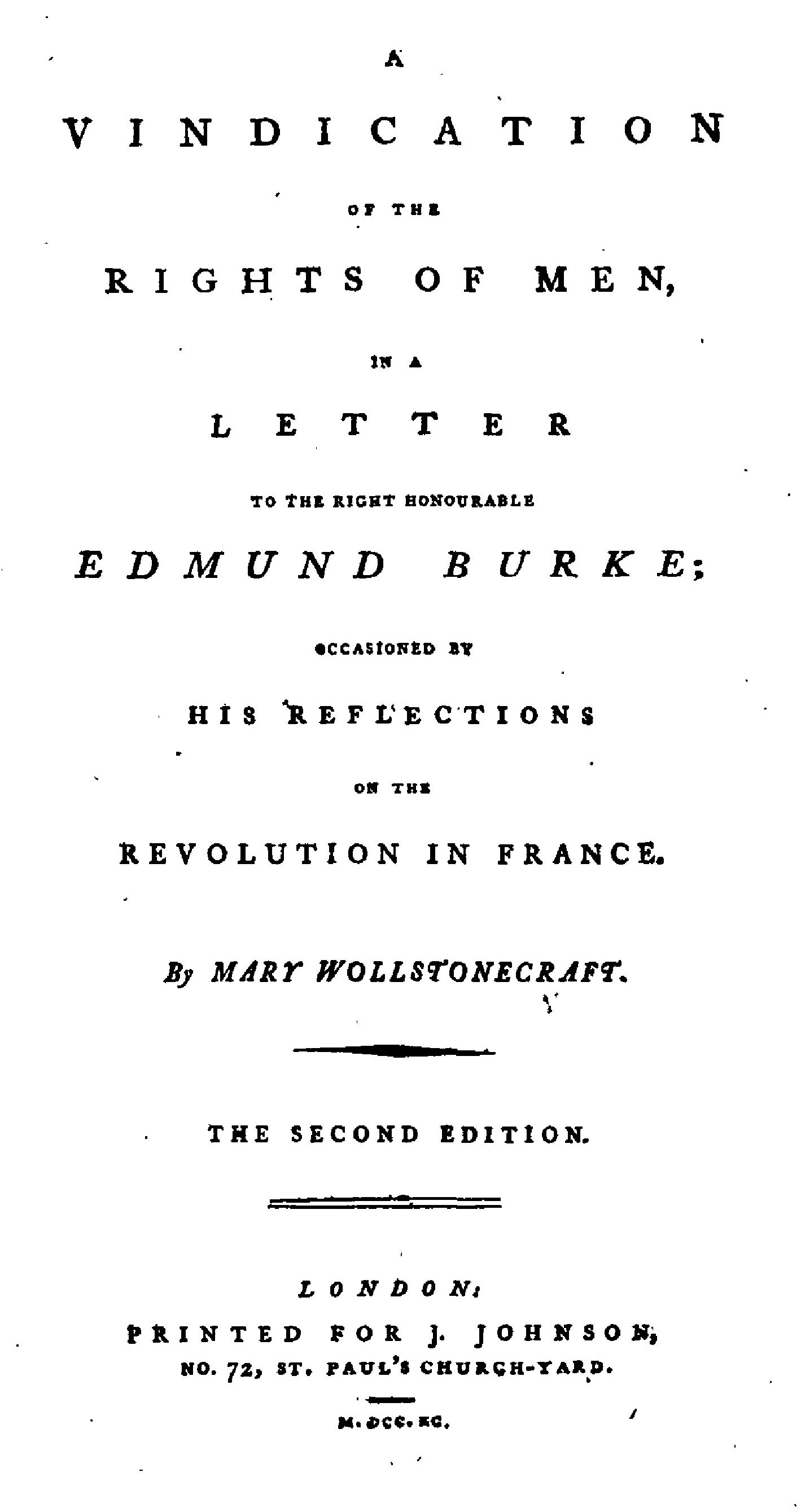
صفحة العنوان من الطبعة الثانية من "إثبات حقوق الإنسان" أول طبعة تحمل اسم وولستونكرافت

قارنوا «شغف» وولستونكرافت بـ «منطق» بيرك وتحدثوا بالتعطف عن النص ومؤلفته. بقي هذا هو التحليل السائد لحقوق الإنسان حتى سبعينيات القرن العشرين، عندما أعاد 
علماء حقوق المرأة
 النظر في نصوص ولستونكرافت وسعوا إلى جذب المزيد من الاهتمام إلى فكرهم.
```

## السياق التاريخي
```
تمت كتابة «حقوق الإنسان» على خلفية 
الثورة الفرنسية
 والمناقشات التي أثارتها في بريطانيا.
```

```
في حرب كراهية حية وشريرة في بعض الأحيان، يشار إليها الآن باسم «جدل الثورة»، التي استمرت من عام 1789 وحتى نهاية عام 1795، جادل المعلقون السياسيون البريطانيون بصحة الملكية. وقد وصف أحد الباحثين هذا النقاش بأنه «ربما آخر مناقشة حقيقية حول أساسيات السياسة في [بريطانيا]».
[
3
]
```

```
إن قوة التحريض الشعبي في فرنسا الثورية، التي تجلت في أحداث مثل 
قاعة محكمة التنس
 
واقتحام الباستيل
 عام 1789، أعادت تنشيط 
حركة الإصلاح البريطانية
 ، التي كانت محتضرة لمدة عقد من الزمان. تم إحياء الجهود لإصلاح النظام الانتخابي البريطاني وتوزيع المقاعد في 
مجلس العموم
 بشكل أكثر عدلاً.
[
4
]
```

```
أثار نشر 
إدموند بيرك
 ل
كتاب تأملاته عن الثورة في فرنسا
 في نوفمبر 1790 الكثير من الجدل السياسي النشط في تسعينيات القرن الثامن عشر. وتوقع معظم المعلقين في بريطانيا أن يدعم بيرك الثوار الفرنسيين، لأنه كان في السابق جزءاً من حزب الليبرالية 
اليميني
، منتقد للقوة الملكية، مؤيد 
للثوريين الأمريكيين
، ومدعي عام لمخالفات الحكومة في الهند. عندما فشل في القيام بذلك، صُدمت الجماهير وأغضب أصدقائه ومؤيديه.
```

```
[
5
]
 كتاب بورك، على الرغم من تسعيره بثلاث 
شلنات
 باهظة الثمن، بيعت 30000 نسخة مذهلة في غضون عامين.
[
6
]
 رد 
توماس باين
 الشهير، «
حقوق الإنسان
» (1792)، والذي أصبح صرخة الحشد لآلاف، تجاوزه بشكل كبير، وبيع ما يزيد عن 200000 نسخة.
[
7
]
```

```
تم نشر نسخة حقوق الإنسان لولستونكرافت بعد أسابيع فقط من تأملات بيرك. وفي حين دعم بيرك الأرستقراطية والملكية والكنيسة المؤسسة، جادل الليبراليون مثل 
وليام غودوين
، باين، وولستونكرافت، من أجل 
الجمهورية
، والاشتراكية الزراعية، 
والفوضى السياسية
 ، والتسامح الديني.
[
8
]
 وأيد معظم الذين أطلق عليهم الراديكاليين أهدافًا مماثلة: الحريات الفردية 
وقوة المدنية
. كما اتحدوا في نفس الانتقادات الرئيسية: معارضة «المصلحة العامة» المليئة بالقتال ودورها في الفساد الحكومي، ومعارضة الملكية والأرستقراطية الذين اعتقدوا أنهم استولوا بشكل غير قانوني على سلطة الشعب.
[
9
]
```

```
في سنة 1792 كانت قصيدة «انس ميرابيلز»: تم نشر أهم نصوصها وكان تأثير الجمعيات الراديكالية، مثل 
جمعية مراسلة لندن
 (LCS) 
وجمعية المعلومات الدستورية
 (SCI)، في أوجها.
[
10
]
 ومع ذلك، لم يكن هذا حتى شكلت هذه المجموعات المتوسطة والطبقة العاملة تحالفًا مع 
جمعية أصدقاء الشعب
 المتميزة التي أشعرت الحكومة بالقلق. بعد تشكيل هذا التحالف، منعت الحكومة التي يهيمن عليها المحافظون الكتابات 
التحريضية
. جرت أكثر من 100 محاكمة بسبب الفتنة في تسعينيات القرن الثامن عشر وحدها، وهي زيادة كبيرة عن العقود السابقة.
[
11
]
```

```
اتخذت الحكومة البريطانية، خوفا من انتفاضة مماثلة للثورة الفرنسية، خطوات أكثر جذرية للمتشددين: فقد قاموا بمزيد من الاعتقالات السياسية وتسللوا إلى الجماعات المتطرفة. وهددوا بـ «إلغاء تراخيص أصحاب الحانات الذين يواصلون إستضافة إجتماعات النقاش السياسية ونشر الأدب الإصلاحي»؛ استولوا على بريد «المنشقين المشتبه بهم»؛ دعموا المجموعات التي عطلت الأحداث الراديكالية. وهاجموا المنشقين في الصحافة.
[
12
]
```

```
رأى الراديكاليون هذه الفترة، التي شملت 
محاكمة الخيانة 1794
 ، على أنها مؤسسة نظام مرعب، تكاد تكون شنيعة في سماتها، وتكاد تكون عملاقة في مكانتها، وأكثر عرضة للانهيار في اتجاهها، أكثر مما عرفته فرنسا".
[
13
]
```

```
عندما عرضت الحشود رفضها في تشرين الأول (أكتوبر) 1795 على 
جورج الثالث
 وأهانته، مطالبة بـوقف 
الحرب مع فرنسا
 وخفض سعر الخبز، مرر البرلمان على الفور «قوانين التكميم» (
قانون اجتماعات التطعيم
 
وقانون الممارسات الخادعة
، المعروف أيضًا باسم «قانونين»). بموجب هذه القوانين الجديدة، كان من المستحيل تقريبًا عقد اجتماعات عامة وتقليص شديد في تلك التي عقدت.
[
14
]
 تم كتم الراديكالية البريطانية بشكل فعال خلال أواخر 1790 و 1800. لم يتم سن أي 
إصلاح حقيقي
 حتى الجيل القادم.
[
15
]
```